# Arpsdorf
Arpsdorf település Németországban, Schleswig-Holstein tartományban. Lakosainak száma 299 fő (2023. december 31.).

## Népesség
A település népességének változása:
| Lakosok száma | 245  | 270  | 284  | 272  | 291  | 300  | 299  |
|               | 1975 | 2014 | 2017 | 2019 | 2021 | 2022 | 2023 |